# Монтегю, Генри, 1-й граф Манчестер
Генри Монтегю, 1-й граф Манчестер (англ. Henry Montagu, 1st Earl of Manchester; ок. 1563 — 7 ноября 1642) — английский дворянин, судья, политик и пэр.

## Биография
Третий сын Эдварда Монтегю из Боутона (ок. 1530—1602) и внук сэра Эдварда Монтегю (ок. 1485—1557), лорда-верховного судьи королевской скамьи с 1539 по 1545 год, который был назначен королем Генрихом VIII одним из исполнителей его завещания и губернатором своего сына Эдуарда VI. Его матерью была Элизабет Харингтон (ок. 1545—1618), дочь сэра Джеймса Харингтона и Люси Сидни.
Генри родился в Боутоне, графство Нортгемптоншир, около 1563 года. Он получил образование в Колледже Христа в Кембридже, был принят в Миддл-Темпл 6 ноября 1585 года и был призван в Коллегию адвокатов 9 июня 1592 года. В 1603 году он был избран лондонским судьей, а в 1616 году стал главным судьей Королевской скамьи, на котором ему выпало вынести приговор сэру Уолтеру Рэли в октябре 1618 года.
В 1620 году он был назначен лордом верховным казначеем, будучи возведен в пэры как виконт Мандевиль и барон Монтегю из Кимболтона, графство Хантингдоншир. Он стал председателем Совета в 1621 году. В 1626 году король Карл I Стюарт пожаловал ему титул 1-го графа Манчестера. В 1628 году он стал лордом-хранителем печати, а в 1635 году — комиссаром казначейства.
Хотя с самого начала своей общественной жизни в 1601 году, когда он впервые вошел в парламент, граф Манчестер был склонен к народной стороне в политике, ему удалось сохранить до конца благосклонность короля. Он был судьей Звездной палаты и одним из самых доверенных советников Карла I. Его преданность, умение и честность были горячо воспеты Кларендоном. Вместе с Томасом Ковентри, лордом-хранителем, он высказал мнение в пользу законности корабельных денег в 1634 году.

## Семья
Граф Манчестер был женат три раза. В июне 1601 года его первой женой стала Кэтрин Спенсер (1586 — 7 декабря 1612), дочь сэра Уильяма Спенсера и Ярнтона, Оксфордшир. В 1613 году он женился вторым браком на Энн Холлидей (урожденной Уинкот), дочери Уильяма Уинкота из Лангэма, Саффолк, и вдове сэра Леонарда Холлидея. 26 апреля 1620 года его третьей женой стала Маргарет Крауч (ок. 1605—1673), дочь Джона Крауча из Корнбери, Хартфордшир.
Дети Генри Монтегю от первого брака с Кэтрин Спенсер:
- Эдвард Монтегю, 2-й граф Манчестер (1602—1671)
- Леди Элизабет Монтегю, 1-й муж — сэр Льюис Мэнсел, 2-й баронет (1594—1638), 2-й муж — сэр Эдвард Себрайт, 1-й баронет (ок. 1585—1657)
- Достопочтенный Уолтер Монтегю[англ.] (1603—1677), придворный и аббат[3]
- Достопочтенный Джеймс Монтегю (? — 1665), женат на Мэри Бейнард, дочери сэра Роберта Бейнарда
- Достопочтенный Генри Монтегю.

Дети Генри Монтегю от третьей жены Маргарет Крауч:
- Джордж Монтегю (1622—1681), член Палаты общин от Хантингдоншира. Отец Чарльза Монтегю, 1-го графа Галифакса (1661—1715), и сэра Джеймса Монтегю, генерального прокурора Англии (1708—1710).
- Сюзанна Монтегю (? — 1652), муж с 1637 года Джордж Бриджес, 6-й барон Чандос (1620—1654).

## Титулы
- 1-й граф Манчестер, графство Ланкастер (с 5 февраля 1626)
- 1-й виконт Мандевиль (с 19 декабря 1620)
- 1-й барон Кимболтон из Кимболтона, графство Ланкастер (с 19 декабря 1620).